# Bobby April III
Robert April III (Tucson, Arizona) amerikai amerikaifutball-edző, 2023-tól a Stanford Cardinal védőkoordinátora és linebackereinek edzője, Bobby April NFL-koordinátor fia.
Sportmenedzsment szakos alapdiplomáját a Louisiana–Lafayette-en szerezte.

## Pályafutása
2004-ben a Louisiana Ragin’ Cajuns, 2005–2006-ban pedig a Tulane Green Wave segédedzője volt. 2007 és 2009 között a Portland State Vikings, 2010-ben pedig a Nicholls State Colonels csapatkoordinátori feladatait látta el.
2018 és 2022 között a Wisconsin Badgers linebackereinek edzője volt.
2011–2012-ben a Philadelphia Eagles, 2013–2014-ben pedig a New York Jets védőjátékának javításáért felelős edzője volt. 2015–2016-ban a Buffalo Bills munkatársa volt.

## Fordítás
- Ez a szócikk részben vagy egészben  a   Bobby April című angol Wikipédia-szócikk ezen változatának fordításán alapul.  Az eredeti cikk szerkesztőit annak laptörténete sorolja fel. Ez a jelzés csupán a megfogalmazás eredetét és a szerzői jogokat jelzi, nem szolgál a cikkben szereplő információk forrásmegjelöléseként.